# Василий (Васильцев)
Архиепи́скоп Васи́лий (в миру Все́волод Степа́нович Васи́льцев; 23 мая 1928, село Великий Мидск, Волынское воеводство, Польша — 21 ноября 1998, Кировоград, Украина) — епископ Украинского экзархата и его преемника Украинской Православной Церкви (Московского Патриархата), архиепископ Кировоградский и Александрийский.

## Биография

### Юность
Родился 23 мая 1928 году в селе Мидском Волынского воеводства на территории межвоенной Польши (впоследствии Дераженський район Ровенской области Украина) в семье священника. Начальное образование получил в польской школе. В 1947 году, после окончания школы в селе Тучин, вступил в третий класс Волынской духовной семинарии, а в 1949 году в Московскую духовную академию. МДА закончил в 1953 году со степенью кандидата богословия за работу «Униатство в Юго-Западной Руси за время святительской деятельности Киевского митрополита Петра Могилы».
С 1953 по 1957 год преподавал Новый Завет, библейскую историю и церковное пение в Волынской семинарии. В 1947 году был помощником регента кафедрального собора в городе Петрозаводск в Карелии, где служил священником его отец. В том же году женился.

### Начало служения
В ноябре 1958 года епископом Астраханским Сергием (Лариным) был рукоположён в сан диакона в церкви святителя Николая в городе Камышин Волгоградской области.
18 октября 1964 епископом Саратовским и Волгоградским Варфоломеем (Гондаровским) рукоположён в священники в Троицком кафедральном соборе города Саратова. В 1965 году назначен настоятелем Собора в честь Сошествия Святого Духа города Саратова. На новом месте служения о. Всеволод в короткий срок смог наладить жизнь прихода, организовал один из лучших в епархии хоров, в этот период раскрылся проповеднический дар будущего архиерея. С сентября 1965 года становится благочинным Саратовского округа, а в 1967 году возведён в сан протоиерея.
В 1971 году овдовел. В том же году после публикаций в саратовской прессе, направленных против прот. Всеволода и его отца, о. Всеволод был снят с регистрации и лишён места служения. Стараниями архиепископа Саратовского и Волгоградского Пимена (Хмелевского) конфликт с властью был улажен, и о. Всеволод занял место священника Троицкого кафедрального собора города Саратова. В 1973—1988 годах вновь нёс послушание благочинного Саратовского округа. В 1988 году протоиерей Всеволод был одним из организаторов празднования 1000-летия Крещения Руси в Саратове, в том же году назначен настоятелем Троицкого кафедрального собора города Саратова, в котором организовал архиерейский хор.

### Архиерейское служение
13 сентября 1989 года протоиерею Всеволоду после пострижения в монашество Священным Синодом РПЦ определено быть епископом Кировоградским и Николаевским.
27 сентября 1989 года наместником Киево-Печерской лавры епископом Переяслав-Хмельницким Ионафаном (Елецких) прот. Всеволод был пострижен в монашество с именем в честь свт. Василия Великого, а 29 сентября возведён в сан архимандрита.
Хиротония архимандрита Василия в епископа Кировоградского и Николаевского состоялась 1 декабря 1989 года на Божественной литургии во Владимирском кафедральном соборе Киева. Хиротонию совершили: митрополит Киевский и Галицкий, Патриарший Экзарх Украины Филарет (Денисенко), архиепископ Черниговский и Нежинский Антоний (Вакарик), Ивано-Франковский и Коломыйский Макарий (Свистун), Волынский и Ровенский Варлаам (Ильюшенко), епископы: бывший Кировоградский и Николаевский Севастиан (Пилипчук), Сумской и Ахтырский Никанор (Юхимюк), Переяслав-Хмельницкий Ионафан (Елецких).
В июне 1992 года, после образования самостоятельной Николаевской епархии, епископ Василий получил титул епископа Кировоградского и Новомиргородского, а 28 июля 1994 года возведен в сан архиепископа и с 1994 года носил титул архиепископа Кировоградского и Александрийского.
Одним из первых шагов владыки на Кировоградской кафедре было решение проблем, связанных с возвращением Церкви храмов и регистрацией новых общин, а также проблемы подбора и подготовки кандидатов на рукоположение. Епископ Василий говорил со ставленниками, учил их основам литургики и богослужебной практики. За время своего архиерейского служения он рукоположил более 100 священников. Особыми предметами заботы владыки были создание профессиональных церковных хоров, подбор репертуара, подготовка регентов и певцов для приходов епархии. Имея большой опыт приходского служения, епископ Василий пытался оберегать свою паству от неурядиц в церковной жизни. В Кировоградской епархии до смерти владыки не образовалось ни одного неканонического прихода. На Архиерейском соборе РПЦ 31 марта — 5 апреля 1992 года выступил с осуждением идеи автокефалии УПЦ. Участвовал в Житомирской архиерейском совещании и Харьковском архиерейском соборе УПЦ 1992 года.
С 1996 года состояние здоровья архиепископа Василия постепенно ухудшалось, но, несмотря на тяжелую болезнь, он продолжал совершать богослужения, принимал участие в епархиальной жизни. 5 ноября 1998 года Священный Синод УПЦ принял решение отправить владыку на покой по состоянию здоровья. Архиепископ Василий (Васильцев) умер 21 ноября 1998 года и похоронен рядом с Преображенским собором города Кировограда.

## Взгляды
Архиепископ Василий (Васильцев) был активным противником автокефалии УПЦ. В многочисленных выступлениях и проповедях по вопросу автокефалии он постоянно подчеркивал, что единение Российской и Украинской Церквей является «спасительным для украинского народа» и та степень автономии, которая предоставлена УПЦ, вполне достаточна. На Архиерейском соборе РПЦ 31 марта — 5 апреля 1992 года владыка выступил с решительной критикой автокефалии. Он также участвовал в Житомирском архиерейском совещании и Харьковском архиерейском соборе УПЦ 1992 года, где действия митрополита Филарета были осуждены как раскол и избран новый предстоятель УПЦ — митрополит Владимир (Сабодан).

## Публикации
- Униатство в Юго-Западной Руси за время святительской деятельности Киевского митр. Петра Могилы (1953, кандидатская диссертация)
- Празднование 40-летия победы на Волге // Журнал Московской Патриархии. 1984. — № 2. — С. 38.